# Sorcy-Bauthémont
 Sorcy-Bauthémont  là một xã ở tỉnh Ardennes, thuộc vùng Grand Est ở phía bắc nước Pháp.